# Mutsindozi
Mutsindozi är ett vattendrag i Burundi. Det ligger i den södra delen av landet, 120 km sydost om huvudstaden Bujumbura.
I omgivningarna runt Mutsindozi växer huvudsakligen savannskog. Runt Mutsindozi är det ganska tätbefolkat, med 80 invånare per kvadratkilometer.